# Euptera elabontas
Euptera elabontas, l'euptera più comune, è una farfalla della famiglia Nymphalidae. Si trova in Costa d'Avorio, Ghana, Nigeria, Camerun, Guinea Equatoriale, Repubblica del Congo, Repubblica Centrafricana, Repubblica Democratica del Congo, Kenya, Tanzania e Zambia  Il suo habitat è costituito da foreste. Le larve si nutrono di Synsepalum dulcificum, Synsepalum letouzeyi, Synsepalum longecuneatum, Vincentella revoluta e Englerophytum.

## Sottospecie
- Euptera elabontas elabontas (Costa d'Avorio centrale e orientale, Ghana: Kumasi, Benin, Nigeria, Camerun, Gabon, Congo, Repubblica Centrafricana, Repubblica Democratica del Congo, Tanzania nord-occidentale)
- Euptera elabontas canui Collins, 1995 (Bioko)
- Euptera elabontas mweruensis Neave, 1910 (Uganda, Kenya occidentale, Tanzania nordoccidentale, Repubblica Democratica del Congo: Shaba, Zambia)